# Scopula strigilaria
Scopula strigilaria là một loài bướm đêm trong họ Geometridae.